# Gnamptogenys levinates
Gnamptogenys levinates é uma espécie de formiga do gênero Gnamptogenys.